# Félix Struye-Provoost
Félix François Struye-Provoost, né le 23 avril 1800 à Ypres et mort le 9 août 1870 à Ypres, est un homme politique belge.

## Biographie
Félix Struye est le fils de l'avocat Jacobus Struye, seigneur de Swielande (1767-1825), échevin d'Ypres, et de Geneviève de Patin de Letuwe. Son frère cadet, Charles Struye (1809-1884), qui épousa Charlotte Antoinette Coppieters de Gibson, est l'arrière-grand-père du président du Sénat Paul Struye (1896-1974).
Élu au Congrès national de Belgique, il siège parmi les catholiques conservateurs.
Marié à Seraphine Provoost, il est le père d'Eugène Struye et le grand-père de Félix Struye de Swielande.

## Mandats et fonctions
- Membre du Congrès national de Belgique de 1830 à 1831.